# ديواين واشنطن
ديواين واشنطن (بالإنجليزية: Dewayne Washington)‏ هو لاعب كرة قدم أمريكية أمريكي، ولد في 27 ديسمبر 1972 في درم في الولايات المتحدة.

## وصلات خارجية
- ديواين واشنطن على موقع مرجع كرة القدم المحترفة.كوم (الإنجليزية)